# Chantaje
Chantaje (Spaans voor chantage) is een nummer van de Colombiaanse zangeres Shakira in samenwerking met de eveneens Colombiaanse zanger Maluma. Het werd uitgebracht op 28 oktober 2016 als single. Shakira en Maluma werkten eerder samen voor een remix van Carlos Vives' La Bicicleta. 

## Ontvangst
Shakira wist met Chantaje de nummer 1-positie te halen in de hitparades van Chili, Spanje, Argentinië, Guatemala, Uruguay en Mexico. In de Verenigde Staten haalde het nummer de 52e plaats in de Billboard Hot 100, waarmee het het succesvolste Spaanstalige nummer in 2016 was. Op YouTube werd het nummer binnen slechts 19 dagen 100 miljoen keer beluisterd: een record voor een Spaanstalig nummer. In 19 landen was het het meest gedownloade nummer op iTunes.
In januari 2017 waren er wereldwijd meer dan 500.000 exemplaren verkocht.

## Noteringen
| Nummer | 38 | 32 | 25 | 25 | 30 | 35 | 39 | uit |

| Single met hitnotering(en) in de Vlaamse Ultratop 50 | Datum van verschijnen | Datum van binnenkomst | Hoogste positie | Aantal weken | Opmerkingen |
| ---------------------------------------------------- | --------------------- | --------------------- | --------------- | ------------ | ----------- |
| Chantaje                                             | 28-10-2016            | 28-01-2017            | 11              | 15           |             |